# Copa América de Ciclismo de 2010
A Copa América de Ciclismo de 2010 foi a décima edição da Copa América de Ciclismo, realizado no Autódromo de Interlagos, em São Paulo, no circuito de 4.3 quilômetros. A prova da elite masculina percorreu 20 voltas e foi vencida por Geraldo da Silva Souza. O ciclista atacou dentro do último quilômetro, na Subida do Café, surpreendendo o pelotão e abrindo alguns metros de vantagem. Quando os velocistas lançaram seu sprint, nos últimos 300 metros, a vantagem de Geraldo esgotou-se metro por metro, mas o ciclista da São Lucas Saúde - Americana conseguiu segurar a inesperada vitória por menos de 1/4 de segundo. Já a prova da elite feminina percorreu 6 voltas e foi vencida por Luciene Ferreira.

## Resultados

### Masculino
| 1            | 10  | Geraldo da Silva Souza Júnior        | São Lucas Saúde - UAC - Americana              | 2h 02' 38" |
| 2            | 15  | Edgardo Simón                        | Funvic - Sundown - Pindamonhangaba             | m.t.       |
| 3            | 7   | Raphael Serpa                        | São Lucas Saúde - UAC - Americana              | m.t.       |
| 4            | 133 | Emanuel Yanez                        | Seleção Uruguaia                               | m.t.       |
| 5            | 145 | Luis Miguel Mancilla                 | Chile Polideportivo - Sketchers                | m.t.       |
| 6            | 2   | Nilceu dos Santos                    | Scott - Marcondes César                        | m.t.       |
| 7            | 32  | Jean Coloca                          | Padaria Real - Céu Azul Alimentos - Cannondale | m.t.       |
| 8            | 109 | Luiz Alberto de Miranda Ortiz Júnior | SELAM - Espaço da Bike - Nossa Caixa - IBS     | m.t.       |
| 9            | 130 | Laureano Rosas                       | Team Cycling ACME                              | m.t.       |
| 10           | 134 | Ignacio Maldonado                    | Seleção Uruguaia                               | m.t.       |
| Fonte:Yescom |     |                                      |                                                |            |